# Liste der Monuments historiques in Le Buisson (Marne)
Die Liste der Monuments historiques in Le Buisson führt die Monuments historiques in der französischen Gemeinde Le Buisson auf.

## Liste der Objekte
| Bezeichnung | Beschreibung                                            | Standort                                   | Kennzeichnung | Schutzstatus | Datum | Bild |
| ----------- | ------------------------------------------------------- | ------------------------------------------ | ------------- | ------------ | ----- | ---- |
| Kruzifix    | Holz, farbig gefasst, erste Hälfte des 16. Jahrhunderts | in der Kirche Nativité-de-la-Vierge (Lage) | PM51003722    | Inscrit      | 2019  |      |